# Hexatestibiopaniquelita
L'hexatestibiopaniquelita és un mineral de la classe dels sulfurs. Va ser anomenada en al·lusió a la seva morfologia cristal·lina hexagonal i la seva composició química que conté tel·luri, antimoni (en llatí stibium), pal·ladi i níquel.

## Característiques
L'hexatestibiopaniquelita és un sulfur de fórmula química (Pd,Ni)(Sb,Te). Cristal·litza en el sistema hexagonal. La seva duresa a l'escala de Mohs és 2.

## Formació i jaciments
L'hexatestibiopaniquelita es forma en menes en dipòsits de sulfurs de Cu-Ni. Va ser descoberta a la Xina, també ha estat descrita a Àustria i el Canadà.